# Токич, Марк
Марк Токич (англ. Marc Tokich; род. 12 мая 1999, Канберра) — австралийский футболист, защитник хорватского «Бьело-Брдо».

## Клубная карьера
Футболом начал заниматься в клубе «Канберра Кроэйша». В четырнадцатилетнем возрасте его пригласили в центр развития австралийской федерации футбола. После года тренировок с Токичем был заключен молодёжный контракт на два года, по которому он представлял центр на различных юношеских соревнованиях. В январе 2017 года был признан лучшим игроком года в Национальной молодёжной лиги Австралии. В мае того же года отправился на просмотр в один из немецких клубов, где на протяжении месяца участвовал в тренировках.
13 июля 2017 года подписал свой первый профессиональный контракт с клубом «Уэстерн Сидней Уондерерс», выступающим в А-лиге. Выступал за молодёжную команду в молодёжной лиге. 24 марта 2018 года дебютировал в составе основной команды в чемпионате Австралии в гостевом поединке с «Мельбурн Сити». Токич появился на поле на 82-й минуте вместо Стивена Луштицы. Проведя за клуб в общей сложности 11 матчей в различных турнирах по истечении контракта в 2019 году покинул команду. В следующем году из-за пандемии коронавируса в каких-либо официальных матчах участия не принимал.
В начале 2021 года отправился на предсезонный сбор со шведским «Мьельбю», по результатам которого подписал с клубом контракт, рассчитанный до конца сезона. 7 марта сыграл первую игру за основной состав клуба, выйдя в матче группового этапа кубка Швеции с «Эстерсундом» вместо Макса Ватсона в середине второго тайма.

## Карьера в сборной
Выступал за различные юношеские сборные Австралии. В конце мая 2021 года был вызван в молодёжную сборную Австралии для участия в товарищеских матчах. Дебютировал в её составе 2 июня во встрече со сборной Ирландии.

## Клубная статистика
| Выступление              | Выступление      | Выступление      | Лига | Лига | Кубки | Кубки | Конт. кубки | Конт. кубки | Итого | Итого |
| Клуб                     | Лига             | Сезон            | Игры | Голы | Игры  | Голы  | Игры        | Голы        | Игры  | Голы  |
| ------------------------ | ---------------- | ---------------- | ---- | ---- | ----- | ----- | ----------- | ----------- | ----- | ----- |
| Уэстерн Сидней Уондерерс | А-лига           | 2017/18          | 1    | 0    | 0     | 0     | 0           | 0           | 1     | 0     |
| Уэстерн Сидней Уондерерс | А-лига           | 2018/19          | 7    | 0    | 3     | 0     | 0           | 0           | 10    | 0     |
| Уэстерн Сидней Уондерерс | Итого            | Итого            | 8    | 0    | 3     | 0     | 0           | 0           | 11    | 0     |
| Мьельбю                  | Алльсвенскан     | 2021             | 0    | 0    | 2     | 0     | 0           | 0           | 2     | 0     |
| Мьельбю                  | Итого            | Итого            | 0    | 0    | 2     | 0     | 0           | 0           | 2     | 0     |
| Всего за карьеру         | Всего за карьеру | Всего за карьеру | 8    | 0    | 5     | 0     | 0           | 0           | 13    | 0     |